# Anaphore (liturgie)
Pour les articles homonymes, voir anaphore.

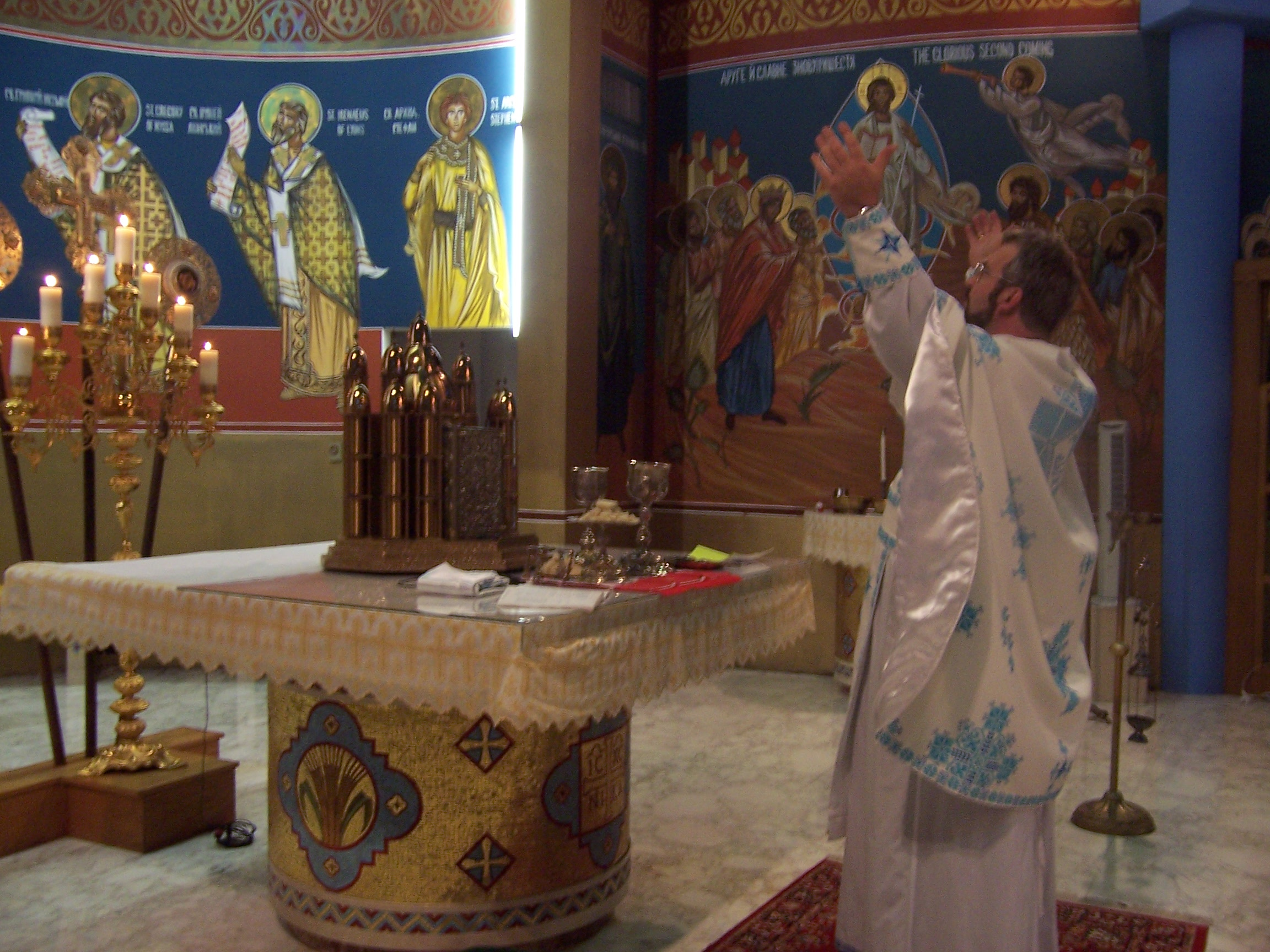

L'anaphore (grec ancien : ἀναφορά, anaphora, « reprise », « chose présentée, rapportée », d'où le sens dérivé « offrande ») est dans les Églises d'Orient — Églises orthodoxes et Églises catholiques de rite byzantin — le moment le plus important de la divine Liturgie : la prière eucharistique, précédée des rites de préparation des Saints Dons.

## Composition en cinq parties
L'anaphore, dans la description qu'en donne l'auteur syrien Moïse Bar Képha au IXe siècle, comprend cinq parties. Dans la liturgie de Saint Jacques ce sont : 
- la déposition des oblats sur l'autel ou Grande Entrée ;
- le Canon eucharistique, y compris le Sanctus et l'Épiclèse ;
- les mémentos ou commémoraisons des saints, des défunts et des vivants (une prière qui a la même origine que la grande synaptie) ;
- le Notre-Père et les prières qui l'entourent ;
- la communion.

## Historique

### Étymologie
Le terme grec anaphore veut dire « prière de l'offrande », « prière qui fait monter à Dieu l'offrande ». Le terme araméen pour l'anaphore est qurraba (on trouve aussi qurbana). Le terme syriaque est quddàša, qui veut dire « sanctification », ou plus précisément « prière pour la sanctification des dons et de l'assemblée ».

### Origines juives
L'anaphore chrétienne a des racines juives. On retrouve dans l'anaphore une forme littéraire archétype: la beråkâ juive (et sa forme sous-jacente qu'est la tôdâ ou prière de l’alliance), bien que celle-ci ne puisse être considérée comme le modèle unique et exclusif de l'anaphore.

### Développements

#### Différentes structures pour l'anaphore
Il existe des anaphores dont la structure est plus polarisée par l'anamnèse, et d'autres plus polarisées par les épiclèses,.
- Les anaphores à dynamique anamnétique[4] articulent leurs éléments ainsi :
  1. Préface ;
  2. Sanctus ;
  3. Post-Sanctus ;
  4. Récit de l’institution ;
  5. Anamnèse ;
  6. Épiclèse sur les oblats ;
  7. Épiclèse sur les communiants ;
  8. Intercessions ;
  9. Doxologie.

Cette structure est propre à l'anaphore syro-occidentale (ou antiochienne).
- Les anaphores à dynamique épiclétique articulent leurs éléments selon trois différents structures :
  - La structure syro-orientale (ou chaldéenne), considérée par rapport à l'Anaphore de Addaï et Mari :
    1. Préface ;
    2. Sanctus ;
    3. Post-Sanctus ;
    4. Intercession unique ;
    5. Quasi-récit ;
    6. Anamnèse ;
    7. Épiclèse sur les oblats ;
    8. Épiclèse sur les communiants ;
    9. Doxologie.

  - La structure alexandrine, considérée par rapport à l'Anaphore de Sérapion :
    1. Préface ;
    2. Sanctus ;
    3. Post-Sanctus épiclétique ;
    4. Récit de l’institution ;
    5. Anamnèse ;
    6. Épiclèse sur les oblats ;
    7. Épiclèse sur les communiants ;
    8. Intercessions ;
    9. Doxologie.

  - La structure romaine :
    1. Préface ;
    2. Sanctus ;
    3. Post-Sanctus ;
    4. Épiclèse sur les oblats ;
    5. Récit de l’institution ;
    6. Anamnèse ;
    7. Épiclèse sur les communiants ;
    8. Intercessions ;
    9. Doxologie.

#### Réforme liturgique auXXesiècle
Réforme du Concile Vatican II.